# Ulica Stanisława Dubois we Wrocławiu
Ulica Stanisława Dubois – jedna z ulic biegnących szerokim łukiem ze wschodu na zachód przez wrocławskie Przedmieście Odrzańskie. Obecnie łączy ulicę Drobnera na wschodzie z Mostami Mieszczańskimi na zachodzie i liczy sobie, wg oficjalnych danych, 607 m długości.

## Historia
Ulica przebiega po terenach, na których nieustannie rozbudowywane były fortyfikacje miejskie Przedmieścia Odrzańskiego: w 1640 roku zbudowano tu najpierw bastion, a w latach 1657–1680 powstało na jego miejscu Oderkronwerke (odrzańskie dzieło koronowe, zaprojektowane w systemie holenderskim przez Valentina von Säbischa), które jeszcze sto lat później, w czasach pruskich, uległo dalszym przekształceniom i rozbudowie (m.in. w sąsiedztwie dzisiejszych Mostów Mieszczańskich zbudowano Schießwerder-Schanze – „Szaniec Kępy Strzeleckiej”).
Przy skrzyżowaniu obecnej ulicy Dubois z Pomorską znajdowała się w XVIII i na początku XIX wieku gospoda (czy też kawiarnia) Birn Baum (pol.: „Grusza”). Po likwidacji fortyfikacji miejskich, którą rozpoczęto w 1807 wskutek decyzji Hieronima Bonapartego – zdobywcy miasta w kampanii napoleońskiej 1806-1807 – przestał istnieć zarówno szaniec Kępy Strzeleckiej, jak i odrzańskie dzieło koronowe, dzięki czemu mogły się rozwinąć znajdujące się tu składy soli i węgla oraz drogi dojazdowe (Salz- i Kohlen Gasse, na późniejszych planach już jako -Straße).
Przebieg Kohlen Straße to późniejsza ulica Dubois w zarysie, jaki miała do 1951 r. Na południe od skrzyżowania Rosenthaler Straße i Kohlen Straße wyznaczono w 1808 roku niespełna półhektarowe pole cmentarne dla parafii św. Macieja Apostoła; w latach 20. XIX w. cmentarz powiększył się o działkę po zlikwidowanej gospodzie Birn Baum, a w 1827 wybudowano tu kaplicę cmentarną pw. św. Grobu. Cmentarz funkcjonował tu do roku 1867, a od 1912 na jego terenie zaczęto budować kamienice.
W nieistniejącym już domu przy Kohlen Straße 13, w rodzinie zamożnego żydowskiego handlarza drewnem, w 1891 roku przyszła na świat Edyta Stein, święta Kościoła katolickiego zamordowana w sierpniu 1942 r. w KL Auschwitz-Birkenau.
Podczas oblężenia Wrocławia w 1945 roku zabudowa przy Kohlen Straße mocno ucierpiała i spora część kamienic nie nadawała się do odbudowy. Nową nazwę ulicy Zarząd Miejski nadał okólnikiem nr 94 z 20 grudnia 1945. Na patrona wybrano Stanisława Dubois, działacza PPS i Czerwonego Harcerstwa, zamordowanego w sierpniu 1942 r. w KL Auschwitz-Birkenau. 11 grudnia 1951 roku Miejska Rada Narodowa podjęła decyzję o wydłużeniu ulicy Dubois na jej wschodnim końcu w ten sposób, że włączono do niej dawny południowo-wschodni odcinek ulicy Pomorskiej (jednocześnie dotychczasowa ulica Gdyńska, prowadząca od skrzyżowania Dubois z Pomorską do Mostów Pomorskich została formalnie włączona do ulicy Pomorskiej). Od tego czasu, aż do lat 90. XX wieku, zanim oddano do użytku nowe Mosty Mieszczańskie, zachodni koniec ulicy Dubois prowadził wprost do starego Mostu Mieszczańskiego przy skrzyżowaniu z ul. Kurkową (w 1966 roku ten węzeł został przebudowany i poszerzony ze względu na rosnący tu z roku na rok ruch samochodowy). W późniejszych latach cały ten węzeł radykalnie przekształcono, rozpoczynając w 1993 r. budowę nowych Mostów Mieszczańskich (wg projektu Janiny Adamsbau), znacznie szerszych od starego, zlokalizowanych kilkadziesiąt metrów na południe od niego. W związku z tym konieczne było skręcenie końcowego odcinka osi jezdni ulicy na południe (w stronę placu Maxa Borna) i usunięcie pięciu budynków kolidujących z nowym przebiegiem trasy. Wyburzenia kamienic nr 26, 28, 30, 32 i 34 przeprowadzono w listopadzie 1996 roku, a nowe mosty wraz z nowo wytyczonym wschodnim odcinkiem ulicy Dubois oddano do użytku w 1997 r.